# Miasteczko-Huby
Miasteczko-Huby (prononciation : [mjasˈtɛt͡ʂkɔ ˈxubɨ]) est un village polonais de la gmina de Miasteczko Krajeńskie dans le powiat de Piła de la voïvodie de Grande-Pologne dans le centre-ouest de la Pologne.
Il se situe à environ 2 kilomètres au sud-ouest de Miasteczko Krajeńskie (siège de la gmina), 19 kilomètres au sud-est de Piła (siège du powiat), et à 85 kilomètres au nord de Poznań (capitale de la Grande-Pologne).

## Histoire
De 1975 à 1998, le village faisait partie du territoire de la voïvodie de Piła.

Depuis 1999, Miasteczko-Huby est situé dans la voïvodie de Grande-Pologne.